# 부광로
부광로(富光路)는 부천시 소사구에서 구로구 항동을 거쳐 광명시를 잇는 도로이다. 현재 부천-광명 시계 구간이 임시개통도로에 의해 연결된다.

## 주요 경유지
경기도
- 부천시 소사구 (범안동) - 광명시 (광명동)